# Oliver Glasner
Oliver Glasner (Salisburgo, 28 agosto 1974) è un allenatore di calcio ed ex calciatore austriaco, di ruolo difensore, tecnico del Crystal Palace.

## Carriera

### Calciatore
Dopo una stagione in 2. Division, nel 1994-1995 approda in Bundesliga. Debutta il 2 agosto 1995 nella vittoria 2-1 contro il Rapid Vienna.
Nel 1997-1998 conquista la ÖFB-Cup. Passa in prestito al LASK Linz nel 2003-2004, poi nella stagione seguente vince il campionato cadetto con la maglia del Ried e torna in Bundesliga.
Nella stagione 2010-2011 conquista la seconda ÖFB-Cup della sua carriera con la formazione dell'Alta Austria. Poche settimane dopo, nel corso di una partita contro il Rapid, si infortuna procurandosi un'emorragia cerebrale. Decide di ritirarsi il 23 agosto 2011, seguendo il consiglio dei medici, dopo il buon esito dell'operazione.

### Allenatore
Inizia la carriera di allenatore nel 2012 come vice del Salisburgo.
Dopo una breve esperienza al Liefering, nel 2014 diventa il tecnico del Ried.
La stagione successiva diventa il nuovo allenatore del LASK, dove resta per quattro anni e vince la Erste Liga nel 2016-2017.
Nel 2019 si trasferisce al Wolfsburg, centrando la qualificazione in UEFA Champions League nel 2020-2021.
Il 26 maggio 2021 rescinde il proprio contratto con il Wolfsburg e contestualmente diventa il nuovo allenatore dell'Eintracht Francoforte. Il 18 maggio 2022 vince la UEFA Europa League, battendo il Rangers per 5-4 ai tiri di rigore dopo l'1-1 al termine dei tempi supplementari. Il 9 maggio 2023 annuncia l'addio al club.
Il 19 febbraio 2024 torna su una panchina venendo assunto dal Crystal Palace terminando la Premier al decimo posto. Il 17 maggio 2025 conduce The Eagles alla vittoria della FA Cup 2024-2025, che rappresenta il primo trofeo dei 120 anni di storia del club londinese, che vale anche un posto per la UEFA Europa League 2025-2026.

## Statistiche

### Statistiche da allenatore
Statistiche aggiornate al 25 maggio 2025. In grassetto le competizioni vinte.
| Stagione                     | Squadra                      | Campionato                   | Campionato | Campionato | Campionato | Campionato | Coppe nazionali | Coppe nazionali | Coppe nazionali | Coppe nazionali | Coppe nazionali | Coppe continentali | Coppe continentali | Coppe continentali | Coppe continentali | Coppe continentali | Altre coppe | Altre coppe | Altre coppe | Altre coppe | Altre coppe | Totale | Totale | Totale | Totale | % Vittorie | Piazzamento |
| Stagione                     | Squadra                      | Comp                         | G          | V          | N          | P          | Comp            | G               | V               | N               | P               | Comp               | G                  | V                  | N                  | P                  | Comp        | G           | V           | N           | P           | G      | V      | N      | P      | %          | Piazzamento |
| ---------------------------- | ---------------------------- | ---------------------------- | ---------- | ---------- | ---------- | ---------- | --------------- | --------------- | --------------- | --------------- | --------------- | ------------------ | ------------------ | ------------------ | ------------------ | ------------------ | ----------- | ----------- | ----------- | ----------- | ----------- | ------ | ------ | ------ | ------ | ---------- | ----------- |
| 2014-2015                    | Ried                         | BL                           | 36         | 12         | 8          | 16         | CA              | 2               | 1               | 0               | 1               | -                  | -                  | -                  | -                  | -                  | -           | -           | -           | -           | -           | 38     | 13     | 8      | 17     | 34,21      | 6º          |
| 2015-2016                    | LASK                         | EL                           | 36         | 23         | 5          | 8          | CA              | 4               | 2               | 1               | 1               | -                  | -                  | -                  | -                  | -                  | -           | -           | -           | -           | -           | 40     | 25     | 6      | 9      | 62,50      | 2º          |
| 2016-2017                    | LASK                         | EL                           | 36         | 23         | 8          | 5          | CA              | 5               | 4               | 0               | 1               | -                  | -                  | -                  | -                  | -                  | -           | -           | -           | -           | -           | 41     | 27     | 8      | 6      | 65,85      | 1º (prom.)  |
| 2017-2018                    | LASK                         | BL                           | 36         | 18         | 5          | 13         | CA              | 3               | 1               | 1               | 1               | -                  | -                  | -                  | -                  | -                  | -           | -           | -           | -           | -           | 39     | 19     | 6      | 14     | 48,72      | 4º          |
| 2018-2019                    | LASK                         | BL                           | 22+10      | 13+5       | 7+2        | 2+3        | CA              | 5               | 4               | 1               | 0               | UEL                | 4                  | 3                  | 0                  | 1                  | -           | -           | -           | -           | -           | 41     | 25     | 10     | 6      | 60,98      | 2º          |
| Totale LASK                  | Totale LASK                  | Totale LASK                  | 140        | 82         | 27         | 31         |                 | 17              | 11              | 3               | 3               |                    | 4                  | 3                  | 0                  | 1                  |             | -           | -           | -           | -           | 161    | 96     | 30     | 35     | 59,63      |             |
| 2019-2020                    | Wolfsburg                    | BL                           | 34         | 13         | 10         | 11         | CG              | 2               | 1               | 0               | 1               | UEL                | 10                 | 5                  | 2                  | 3                  | -           | -           | -           | -           | -           | 46     | 19     | 12     | 15     | 41,30      | 7º          |
| 2020-2021                    | Wolfsburg                    | BL                           | 34         | 17         | 10         | 7          | CG              | 4               | 3               | 0               | 1               | UEL                | 3                  | 2                  | 0                  | 1                  | -           | -           | -           | -           | -           | 41     | 22     | 10     | 9      | 53,66      | 4º          |
| Totale Wolfsburg             | Totale Wolfsburg             | Totale Wolfsburg             | 68         | 30         | 20         | 18         |                 | 6               | 4               | 0               | 2               |                    | 13                 | 7                  | 2                  | 4                  |             | -           | -           | -           | -           | 87     | 41     | 22     | 24     | 47,13      |             |
| 2021-2022                    | Eintracht Francoforte        | BL                           | 34         | 10         | 12         | 12         | CG              | 1               | 0               | 0               | 1               | UEL                | 13                 | 7                  | 6                  | 0                  | -           | -           | -           | -           | -           | 48     | 17     | 18     | 13     | 35,42      | 11º         |
| 2022-2023                    | Eintracht Francoforte        | BL                           | 34         | 13         | 11         | 10         | CG              | 6               | 5               | 0               | 1               | UCL                | 8                  | 3                  | 1                  | 4                  | SU          | 1           | 0           | 0           | 1           | 49     | 21     | 12     | 16     | 42,86      | 7º          |
| Totale Eintracht Francoforte | Totale Eintracht Francoforte | Totale Eintracht Francoforte | 68         | 23         | 23         | 22         |                 | 7               | 5               | 0               | 2               |                    | 21                 | 10                 | 7                  | 4                  |             | 1           | 0           | 0           | 1           | 97     | 38     | 30     | 29     | 39,18      |             |
| feb.-giu. 2024               | Crystal Palace               | PL                           | 14         | 7          | 4          | 3          | FACup+CdL       | -               | -               | -               | -               | -                  | -                  | -                  | -                  | -                  | -           | -           | -           | -           | -           | 14     | 7      | 4      | 3      | 50,00      | Sub., 10º   |
| 2024-2025                    | Crystal Palace               | PL                           | 38         | 13         | 14         | 11         | FACup+CdL       | 6+4             | 6+3             | 0+0             | 0+1             | -                  | -                  | -                  | -                  | -                  | -           | -           | -           | -           | -           | 48     | 22     | 14     | 12     | 45,83      | 12º         |
| 2025-2026                    | Crystal Palace               | PL                           | 0          | 0          | 0          | 0          | FACup+CdL       | 0+0             | 0+0             | 0+0             | 0+0             | UECL               | 0                  | 0                  | 0                  | 0                  | CS          | 0           | 0           | 0           | 0           | 0      | 0      | 0      | 0      | —          | in corso    |
| Totale Crystal Palace        | Totale Crystal Palace        | Totale Crystal Palace        | 52         | 20         | 18         | 14         |                 | 10              | 9               | 0               | 1               |                    | -                  | -                  | -                  | -                  |             | -           | -           | -           | -           | 62     | 29     | 18     | 15     | 46,77      |             |
| Totale carriera              | Totale carriera              | Totale carriera              | 364        | 167        | 96         | 101        |                 | 42              | 30              | 3               | 9               |                    | 38                 | 20                 | 9                  | 9                  |             | 1           | 0           | 0           | 1           | 445    | 217    | 108    | 120    | 48,76      |             |

## Palmarès

### Giocatore
- Coppa d'Austria: 2

Ried: 1997-1998, 2010-2011
- Erste Liga: 1

Ried: 2004-2005

### Allenatore

#### Competizioni nazionali
- Erste Liga: 1

LASK Linz: 2016-2017
- Coppa d'Inghilterra: 1

Crystal Palace: 2024-2025
- Community Shield: 1

Crystal Palace: 2025

#### Competizioni internazionali
- UEFA Europa League: 1

Eintracht Francoforte: 2021-2022